# Torneo de Luxemburgo 2013
El BGL Luxembourg Open 2013 es un torneo femenino de tenis jugado en pistas cubiertas duras patrocinado por BNP Paribas. Se trata de la 23.ª edición de la BGL Luxemburgo Open, y parte de los torneos internacionales de la WTA Tour 2013. Se llevará a cabo en Ciudad de Luxemburgo, Luxemburgo del 14 de octubre al 20 de octubre de 2013.

## Cabezas de serie

### Individual Femenino
| Tenista            | Ranking | Preclasificada |
| Caroline Wozniacki | 9       | 1              |
| Sloane Stephens    | 12      | 2              |
| Sabine Lisicki     | 14      | 3              |
| Kirsten Flipkens   | 19      | 4              |
| Lucie Šafářová     | 28      | 5              |
| Mona Barthel       | 34      | 6              |
| Eugenie Bouchard   | 35      | 7              |
| Bojana Jovanovski  | 37      | 8              |

- Los cabezas de serie están basados en el ranking WTA del 7 de octubre de 2013.

### Dobles femeninos
| Tenista                                 | Ranking | Preclasificada |
| Nadia Petrova Katarina Srebotnik        | 7       | 1              |
| Kristina Mladenovic Katarzyna Piter     | 107     | 2              |
| Lourdes Domínguez Lino Monica Niculescu | 132     | 3              |
| Darija Jurak Renata Voráčová            | 135     | 4              |

- Los cabezas de serie están basados en el ranking WTA del 7 de octubre de 2013.

## Campeonas

### Individual femenino
Caroline Wozniacki  venció a  Annika Beck por 6-2, 6-2

### Dobles femenino
Stephanie Vogt /  Yanina Wickmayer vencieron a  Kristina Barrois /  Laura Thorpe por 7-6(7-2), 6-4